# Montes Tenasserim
Los montes Tenasserim o cordillera de Tenasserim son una cadena montañosa que forma una frontera natural entre Birmania y Tailandia en la parte septentrional y se extiende hacia el sur a lo largo del istmo de Kra hasta la península de Malaca llegando casi hasta Singapur. Su punto más alto es el monte Tahan o Gunung Tahan (2187 m).

## Etimología
Esta cadena montañosa lleva el nombre de Tenasserim (Tanintharyi) en Birmania. Su nombre en tailandés es Tio Khao Tanaosi. Fuentes en Malasia afirman que deriva del nombre Tanah Sari, "tierra resplandeciente" en el idioma malayo de Kedah.

## Geografía
En su parte septentrional la altitud media de los montes de Tenasserim es más elevada en el lado birmano, con muchos picos que alcanzan los 1000 m, como Ngayannik Yuak Taung de 1531 m y Palan Taung de 1455 m, mientras que en el lado tailandés las cumbres más altas raramente sobrepasan los 600 m.
Los puntos más altos de la cadena están en las Montañas Titiwangsa de las tierras altas malayas, situadas en el extremo sur. El Monte Tahan en el extremo meridional alcanza una altura de 2187 m y es la montaña más elevada de toda la cordillera. 
La cordillera de Tenasserim forma parte de un sistema montañoso granítica más antiguo que el Himalaya. 
Gran parte de esta zona montañosa está cubierta de bosques tropicales húmedos. Estas zonas forestales forman el hábitat de varias especies en peligro de extinción, incluyendo el elefante asiático y el tigre.